# Schellenberger Wald

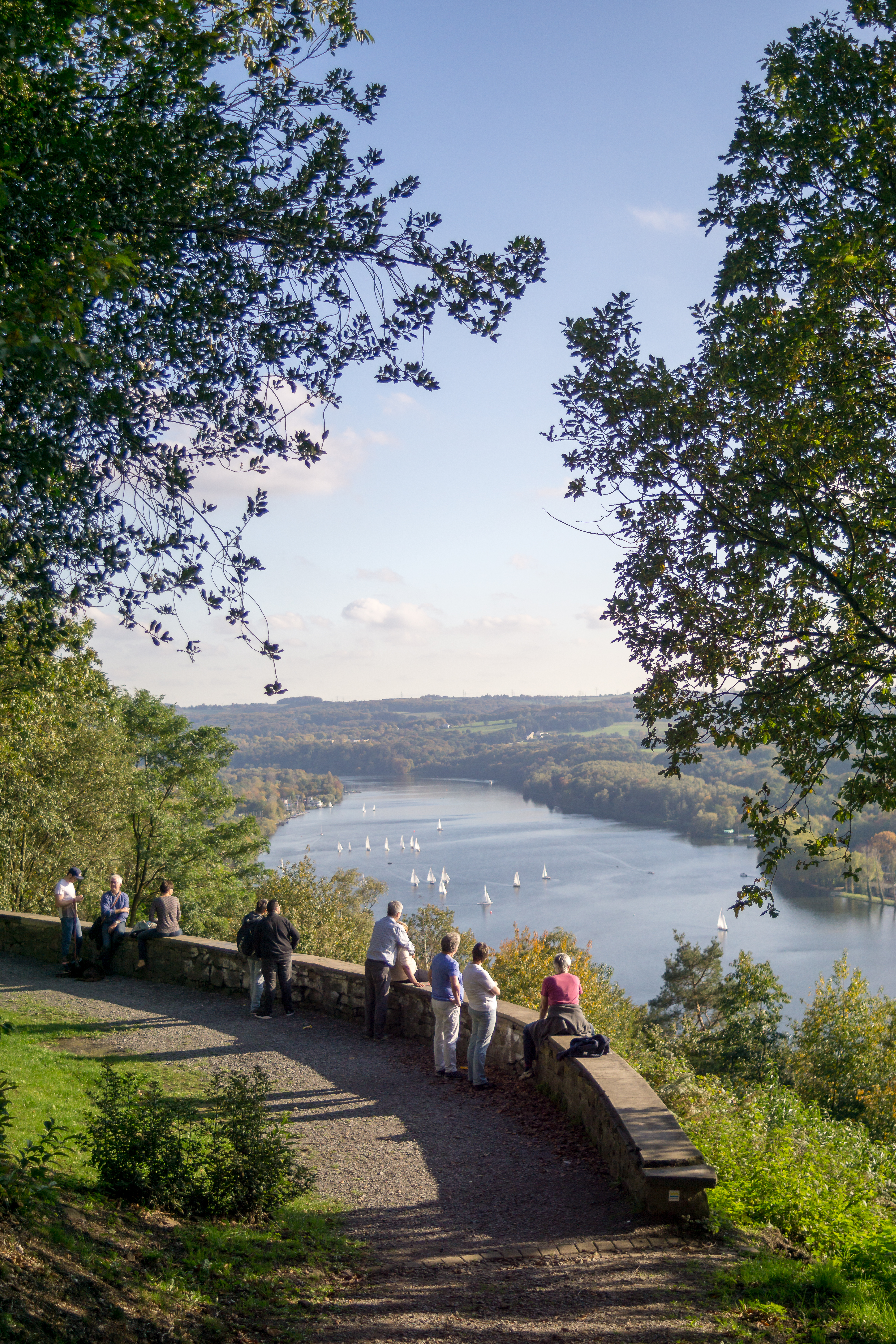
Blick vom Aussichtspunkt Korte-Klippe, 2017

Der Schellenberger Wald ist ein Waldgebiet in den südöstlichen Essener Stadtteil Stadtwald und Heisingen nördlich des Baldeneysees.
Das heute mit Wanderwegen durchzogene Gebiet wird im Nordosten durch die Wuppertaler Straße (Bundesstraße 227), im Süden durch ein Heisinger Wohngebiet, im Südwesten durch die Heisinger Straße und im Norden durch ein Siedlungsgebiet im Ortsteil Stadtwald begrenzt.
Es gehörte einst zum Adelssitz Schloss Schellenberg. Im Wald entspringt der Schellenberger Bach, der nach Osten hin abfließt und in die Ruhr mündet. Innerhalb des Waldes liegt das Naturschutzgebiet Hülsenhaine im Schellenberger Wald. Zu den Aussichtspunkten zählen die Neue Isenburg, geschleift 1288 nach der Schlacht von Worringen, und die Korte-Klippe.
Am 22. April 1985 wurde im Schellenberger Wald der siebenjährige Nara Michael ermordet. Der damals verurteilte Essener, ein 21 Jahre alter geistig behinderter Gartenarbeiter, wurde 2018 nach über 31 Jahren Psychiatrieaufenthalt freigesprochen.
Am 10. Juni 2014 kam es durch das Sturmtief Ela zu massiven Schäden am Baumbestand.
Am 17. September 2020 brannten etwa 5000 Quadratmeter Wald.